# Ružići (Matulji)
Ružići su naselje u Hrvatskoj u sastavu općine Matulja. Nalaze se u Primorsko-goranskoj županiji.

## Zemljopis
Sjeveroistočno je Breza. Zapadno su Veli Brgud, Mali Brgud i Permani, jugozapadno su Brešca, Zaluki i Zvoneće, južno su Mučići i Jurdani.

## Stanovništvo
| broj stanovnika |       |       | 221   | 226   | 222   | 195   |       |       | 172   | 163   | 144   | 138   | 132   | 117   | 123   | 123   | 148   |
|                 | 1857. | 1869. | 1880. | 1890. | 1900. | 1910. | 1921. | 1931. | 1948. | 1953. | 1961. | 1971. | 1981. | 1991. | 2001. | 2011. | 2021. |